# EP2
“EP2”는 잉글랜드의 가수 FKA 트위그스의 두 번째 익스텐디드 플레이(EP)이다. 2013년 9월 17일 영 터크스를 통하여 발매하였다. EP에 수록된 곡 중 ‘Water Me’는 2013년에 프로모셜 싱글로 발매된 바가 있었다. 음반 표지는 세 가지 버전이 있는데, 하나는 트위그스가 차고 있는 목걸이를 선명하게 보여주는 것이며, 하나는 흐릿하게, 나머지 하나는 아예 지운 버전이다.

## 뮤직 비디오
| 전문가 평가            | 전문가 평가 |
| 평가 점수              | 평가 점수   |
| 출처                   | 점수        |
| ---------------------- | ----------- |
| The 405                | 8.5/10      |
| 올뮤직                 | [ 3 ]       |
| 컨시퀀스               | B           |
| DIY                    | 8/10        |
| Dummy                  | 8/10        |
| 더 라인 오브 베스트 핏 | [ 7 ]       |
| 옵저버                 | [ 8 ]       |
| 피치포크               | 8/10        |
| Pretty Much Amazing    | B+          |
| Tiny Mix Tapes         | [ 11 ]      |

“EP2”는 전작 “EP1”처럼 모든 곡에 대한 뮤직 비디오가 존재한다. 모든 뮤직 비디오는 2013년 5월부터 9월까지 모두 공개되었다.

### ‘How's That’
‘How's That’은 “EP2”에 수록된 노래 중 가장 먼저 뮤직 비디오가 공개된 노래이다. 2013년 5월 3일에 공개되었으며, 컴퓨터 생성 이미지로 만들어진 인간의 몸이 나온다. 해당 비주얼은 제시 칸다가 만들었다.

### ‘Water Me’
‘Water Me’는 “EP2”에서 두 번째로 뮤직 비디오가 공개된 노래이다. 2013년 8월 1일에 공개되었다. 뮤직 비디오에서는 FKA 트위그스의 움직이는 얼굴을 클로즈업하다가, 트위그스가 울기 시작하고, 그것이 트위그스의 눈을 더 크게 만든다. 동영상은 유튜브 조회수가 2천만 건을 돌파하였다.
‘Water Me’는 제시 칸다와 FKA 트위그스가 감독하였다. 총괄 프로듀서는 줄리에트 라테였으며, 제작 책임자는 마고 마스로, 둘 다 프리티버드 출신이다. 프로듀서는 시미이며, 촬영 감독은 사이 턴불, 스타일리스트는 장 폴 폴라이며, 메이크업은 베아 스윗이 맡았다.

### ‘Papi Pacify’
‘Papi Pacify’는 “EP2”는 세 번째로 뮤직 비디오가 공개된 노래다. 2013년 9월 13일에 공개됐다. FKA 트위그스와 다양한 포즈를 취하는 남자가 나온다. 톰 비어드와 FKA 트위그스가 감독하였으며, 벤 크룩이 편집하고, 체리스 페인이 제작하였다. 촬영감독은 케이티 스완이 받았으며, 메이크업은 베아 스윗이, 헤어는 록 라우가 맡았다. 네일은 미셸 험프리가 담당하였으며, 스타일리스트는 장 폴 폴라가 맡았다.

### ‘Ultraviolet’
‘Ultraviolet’은 네 번째이자 마지막으로 뮤직 비디오가 나온 노래이다. 2013년 9월 20일에 공개되었다. 뮤직 비디오로 분류되긴 하지만 내용은 FKA 트위그스의 입을 만화경처럼 바라보는 모습이 전부이다.

## 트랙 리스트
전체 작사·작곡: FKA 트위그스와 아르카
| #            | 제목            | 재생 시간 |
| ------------ | --------------- | --------- |
| 1.           | 〈How's That〉  | 3:34      |
| 2.           | 〈Papi Pacify〉 | 4:54      |
| 3.           | 〈Water Me〉    | 3:25      |
| 4.           | 〈Ultraviolet〉 | 3:07      |
| 총 재생 시간 | 총 재생 시간    | 15:00     |

## 참여진
크레딧은 “EP2”의 라이너 노트에서 발췌하였다.
- FKA 트위그스 – 보컬 (전 트랙), 프로듀싱 (트랙 2, 3)
- 아르카 – 프로듀싱 (전 트랙), 보컬 프로듀싱 (트랙 3, 4)
- 맷 콜튼 – 마스터링
- 리암 호 – 보컬 프로듀싱 (트랙 3, 4)

## 차트
| 차트 (2013)                        | 최고 순위 |
| ---------------------------------- | --------- |
| 미국 탑 히트시커스 앨범 (빌보드)   | 13        |
| 미국 댄스/일렉트로닉 앨범 (빌보드) | 5         |

## 발매 일정
| 지역 | 날짜            | 포맷                          | 레이블    | 출처          |
| ---- | --------------- | ----------------------------- | --------- | ------------- |
| 영국 | 2013년 9월 17일 | 12인치 바이닐 디지털 다운로드 | 영 터크스 | [ 20 ] [ 21 ] |
| 미국 | 2013년 9월 17일 | 디지털 다운로드               | 영 터크스 | [ 22 ]        |
| 미국 | 2014년 5월 19일 | 12인치 바이닐                 | XL        | [ 23 ]        |